# Vittorino Bondaz
Vittorino Bondaz (1905 - 17 de desembre de 1997) fou un advocat i polític valldostà. Dirigent de la Democràcia Cristiana Italiana a la Vall d'Aosta. De 1949 a 1954 fou president del Consell de la Vall en el govern de coalició DCI-UV i fou president de la Vall d'Aosta de 1954 a 1959.
| Precedit per: Severino Caveri | Presidents de la Vall d'Aosta 1954 - 1959 | Succeït per: Oreste Marcoz |